# Messerschmitt KR175
O Messerschmitt KR175 foi o primeiro veículo construído pela Messerschmitt. Foram construídos cerca de 15000 unidades antes de ser substituído pelo Messerschmitt KR200, em 1956.

## História
Após a Segunda Guerra Mundial a Messerschmitt foi proibida de construir aviões, tendo por isso voltado as suas atenções para outros produtos. Em 1952, Fritz Fend apresentou à Messerschmitt a ideia de construir pequenos veículos a motor. Estes eram baseados na motocicleta para invélidos Fend Flitzer.
O primeiro modelo a entrar em produção na fábrica da Messerschmitt em Ratisbona foi o KR175. O prefixo KR  é as iniciais de KabinenRoller, termo alemão para  "motocicleta com cabina". Apesar de o nome e o logótipo da Messerschmidt serem usados na viatura, uma companhia separada, Regensburger Stahl und Metallbau GmbH,  foi criada para fabricar e comercializar o veículo.
O início do fabrico do KR175 debateu-se com vários problemas, dos quais resultaram em 70 modificações no seu desenho entre Fevereiro de 1953 e Junho do mesmo ano
O KR200 foi desenvolvido a partir do KR175 e substitui-o em 1955

## Características
O KR175 estabeleceu certas características únicas na sua plataforma. Externamente, a carroçaria estreita, a canópia em acrílico transparente e a posição baixa eram as características mais óbvias.

### Assentos em Tandem
A carroçaria estreito e a correspondente área frontal baixa, foi alcançada com a disposição dos assentos em Tandem, a qual também permitiu à carroçaria afunilar-se como uma fuselagem de Avião, dentro de um comprimento praticável.

### Canópia em Bolha
A entrada dos passageiros para o KR175 era feita através da canópia, que estava articulada ao lado direito do veículo. A porta incluía todas as janelas (Pára-Brisas, caixilhos das janelas e tecto acrílico) e a parte da carroçaria onde as peças transparentes estavam montadas.
O Limpa Pára-Brisas era operado manualmente.

### Motor e Transmissão
O KR175 possuía um motor Sachs de 173 cc montado à vante da roda traseira, imediatamente atrás do assento do passageiro. O arranque do motor era feito manualmente através de uma corda na versão padrão, mas havia a opção para um arranque eléctrico.
A transmissão era sequencial de 4 velocidades para a frente não sincronizadas. Não havia marcha-à-ré

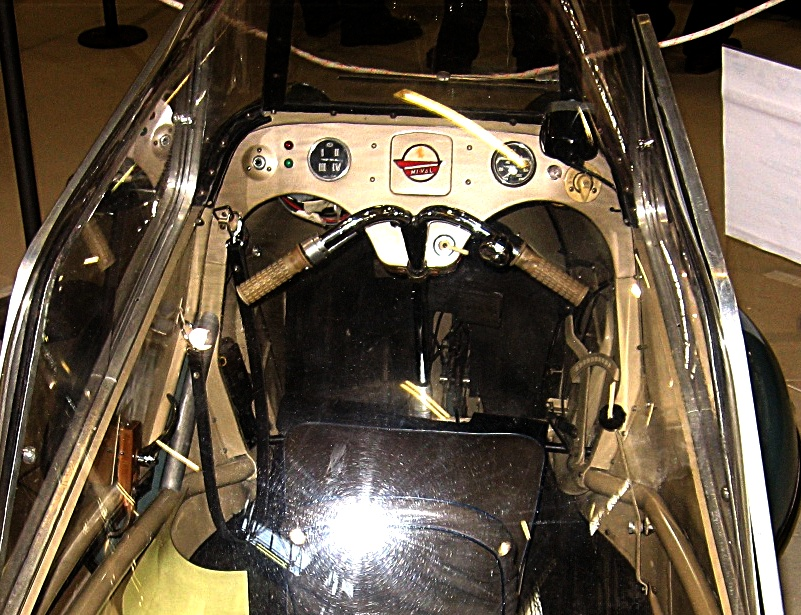
Controlos do KR175

### Controlos
O KR175 foi dirigido com guiador em aço tubular. Operado de empurrão  em vez de girar, a barra de direcção estava ligado directamente à hastes das rodas dianteiras, proporcionando uma resposta extremamente directa mais adequada para pequenos movimentos. A alavanca das mudanças, localizada no lado direito do cockpit, tinha uma alavanca secundária que operava a embraiagem. O acelerador era operado por um punho rotativo do lado esquerdo do guiador. O pedal do travão, era o único pedal existente, accionava os travões em todas as três rodas mecanicamente, utilizando cabos. A alavanca do travão de mão funcionava de forma semelhante.

## Cultura popular
- O carro foi usado como "transporte pessoal" pelo personagem Sam Lowry, interpretado por Jonathan Pryce, no filme de culto Brazil - o filme de Terry Gilliam. No filme o carro aparente ser propulsionado por um pequeno motor de foguete e é destruído por um incêndio.